# Kerkhoven (Minnesota)
Kerkhoven es una ciudad ubicada en el condado de Swift en el estado estadounidense de Minnesota. En el Censo de 2010 tenía una población de 759 habitantes y una densidad poblacional de 355,65 personas por km².
En esta localidad existe el Senior High School Kerkhoven-Murdock-Sunburg, casa de los KMS Saints, quienes en el 2008 ganaron el campeonato estadal de fútbol americano de la clase A. Siendo la primera vez en su historia que alcanzan dicho logro, dentro del cual intervino el estudiante de intercambio venezolano Andrés Rojas, desempeñándose como "Place Kicker" y teniendo un average de 51 sobre 64 anotaciones. 

## Geografía
Kerkhoven se encuentra ubicada en las coordenadas 45°11′30″N 95°19′5″O / 45.19167, -95.31806. Según la Oficina del Censo de los Estados Unidos, Kerkhoven tiene una superficie total de 2.13 km², de la cual 2.13 km² corresponden a tierra firme y (0.12%) 0 km² es agua.

## Demografía
Según el censo de 2010, había 759 personas residiendo en Kerkhoven. La densidad de población era de 355,65 hab./km². De los 759 habitantes, Kerkhoven estaba compuesto por el 97.1% blancos, el 0% eran afroamericanos, el 0.26% eran amerindios, el 0% eran asiáticos, el 0% eran isleños del Pacífico, el 2.5% eran de otras razas y el 0.13% pertenecían a dos o más razas. Del total de la población el 12.25% eran hispanos o latinos de cualquier raza.